# Ernst Posner

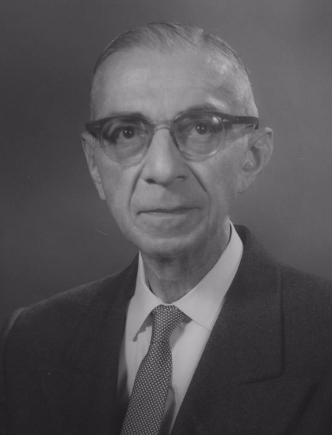
Ernst Posner

Ernst Maximilian Posner (*  9. August 1892 in Berlin; † 18. April 1980 in Wiesbaden) war ein preußischer Staatsarchivar und Professor für Geschichte und Archivwesen an der American University in Washington.

## Leben und Wirken
Posner wuchs als Sohn der Sophie Rosenberg (1863–1930) und von Carl Posner, Professor für Medizin, in Berlin auf. Nach der bestandenen Reifeprüfung am Friedrich-Wilhelm-Gymnasium studierte er von 1910 bis 1914 zunächst Staatswissenschaften, dann Geschichte und Historische Hilfswissenschaften in Berlin, Bonn und Straßburg. Er wurde 1920 in Berlin zum Dr. phil. promoviert und fand seine erste Anstellung als Volontär beim preußischen Geheimen Staatsarchiv (heute: GStA PK). 1921 legte er die Archivarsprüfung ab und wurde zum Archivassistenten ernannt, 1922 zum Staatsarchivrat. Während seiner Zeit am Geheimen Staatsarchiv bearbeitete er unter anderem mehrere Bände der Acta Borussica zur Behördenorganisation.
Aufgrund seiner jüdischen Herkunft wurde Posner im November 1935 zwangspensioniert, Anfang 1936 machte er sich Hoffnungen auf eine Anstellung in Illinois, da an der Universität Archivwissenschaften gelehrt werden sollten und Theodore C. Pease, Professor für Geschichte (1926–48) and Head of the Department of History (1942–48), ihn aufgefordert hatte, ihm seine Bewerbung zuzuschicken. 1938 wurde Posner in das KZ Sachsenhausen eingewiesen. Nach seiner Freilassung wanderte er 1939 über Schweden in die USA aus. Dort erhielt er einen Lehrauftrag und später eine ordentliche Professur an der American University in Washington D.C. Darüber hinaus war er maßgeblich beteiligt am Aufbau des US-amerikanischen Nationalarchivs, leitete von 1942 bis 1961 dort die Archivkurse und begründete 1954 das Institut für Records Management. Von 1955 bis 1956 war er Präsident des amerikanischen Berufsverbands der Archivare, der Society of American Archivists. 1961 wurde er in den Ruhestand verabschiedet. 1972 ging er zurück nach Europa und ließ sich zunächst in der Schweiz nieder, später in Wiesbaden, wo er 1980 starb.

## Ehrungen
- Der Neubau des Bundesarchivs in Berlin-Lichterfelde trägt den Namen Ernst-Posner-Bau.[3]
- Der Berufsverband der Archivare in den USA verleiht seit 1983 den Ernst-Posner-Preis.[4]